# تام برولی
تام برولی (انگلیسی: Tom Brolly; ۱ ژوئن ۱۹۱۲ – ژوئن ۱۹۸۶) بازیکن فوتبال بود.
از باشگاه‌هایی که در آن بازی کرده‌است می‌توان به باشگاه فوتبال شفیلد ونزدی اشاره کرد.
وی همچنین در تیم ملی فوتبال ایرلند شمالی بازی کرده‌است.